# Cytochimie

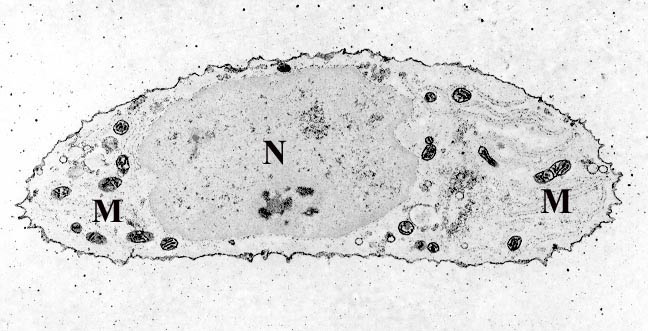
Micrographie électronique à transmission d'un chondrocyte, coloré au calcium, montrant son noyau (N) et ses mitochondries (M).

La cytochimie est la branche de la cytologie étudiant les constituants des réactions biochimiques.
Les techniques cytochimiques permettent de visualiser spécifiquement un composant cellulaire. 

## Colorations
- La coloration du PAS (acide periodique-Schiff) permet en microscopie photonique de visualiser spécifiquement les polysaccharides en rouge.